# Steurgat
Het Steurgat is een waterweg in de provincie Noord-Brabant, en vormt een belangrijke vaarweg in de Biesbosch.

## Loop
Het Steurgat stroomt vanaf de Nieuwe Merwede bij Werkendam richting de Biesbosch. De getijdenkreek begint bij de Biesboschsluis en vormt aanvankelijk de scheiding tussen de zogenaamde Noordwaard en de Oostwaard van de Biesbosch. Beide gebieden zijn lange tijd in agrarisch gebruik geweest, hoewel de Noordwaard recent is ontpolderd in het kader van Ruimte voor de rivier. Na ongeveer zeven kilometer splitst het Steurgat zich in een zuidelijke tak (officieel ook Steurgat genaamd), richting het Spijkerboor en de Amer, en in een brede westelijke tak (de Reugt, verder stroomafwaarts Gat van de Noorderklip genaamd). Deze laatste tak vormt de grens tussen de Noordwaard en de Zuidwaard van de Biesbosch en stroomt richting het Hollandsch Diep.

## Historie
Vroeger stond het Steurgat in open verbinding met de Merwede, en in tijden van hoge waterafvoer kon het Steurgat een aanzienlijke hoeveelheid water aan de rivier onttrekken. Sinds de bouw van de Biesboschsluis is de open verbinding verdwenen, en vormt deze schutsluis de verbinding tussen het Steurgat en de Merwede. Vroeger werd het Steurgat ook wel Draepkil genoemd.

## Gebruik
Het Steurgat wordt in de zomermaanden intensief gebruikt door de pleziervaart en wordt incidenteel ook door de beroepsvaart gebruikt (kleine schepen). De waterweg kent slechts één brug (bij de Biesboschsluis) voor alle verkeer, en één veerpont die slechts geschikt is voor fietsers en voetgangers.

## Galerij

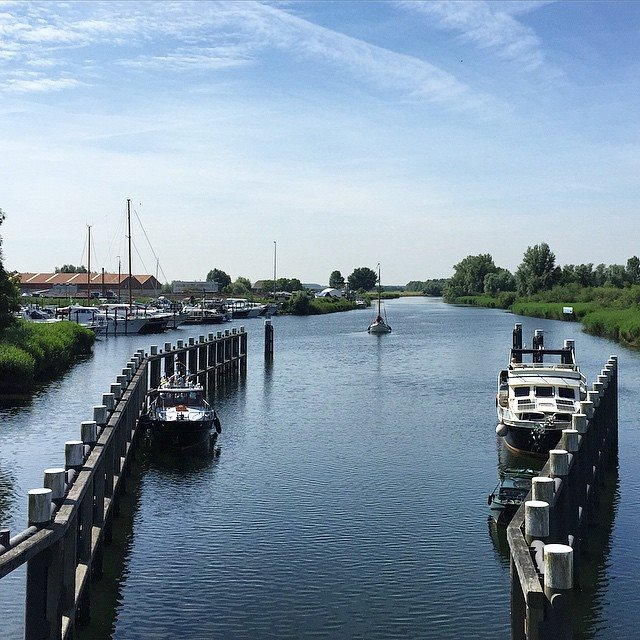
Het Steurgat, gezien vanaf de Biesboschsluis
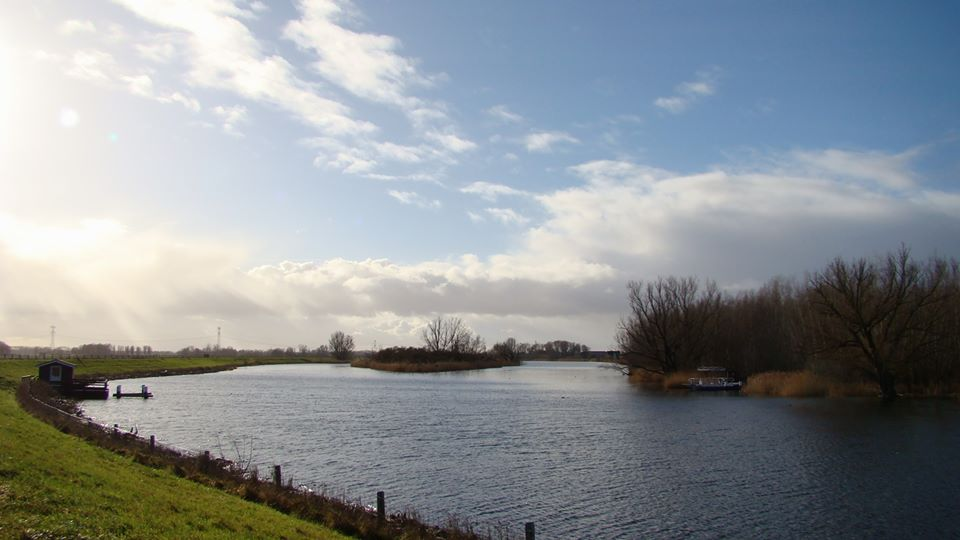
Het Steurgat, bij het veerpontje
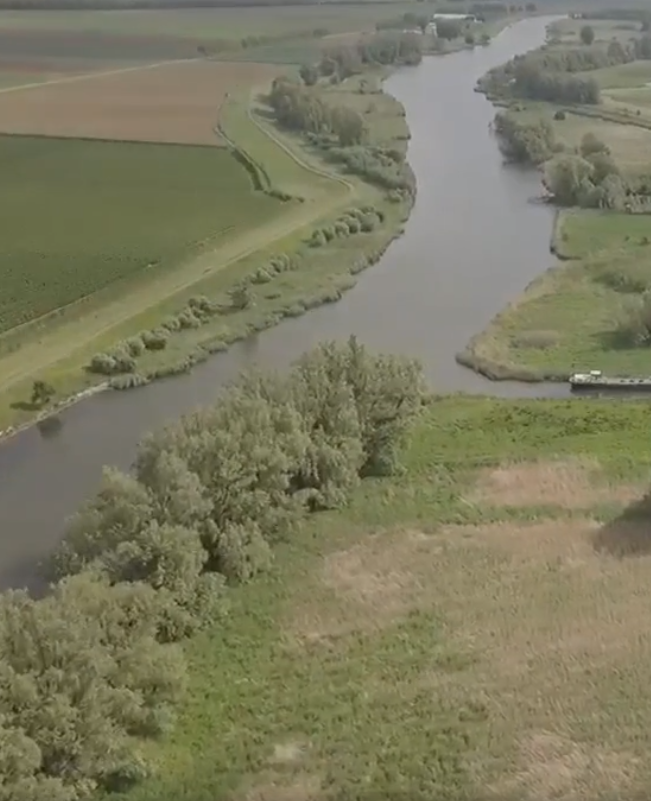
Het Steurgat in zuidelijke richting